# Mariańskie Skały
Mariańskie Skały (niem. Mariannen Fels, 1142 m n.p.m.) – gnejsowa odsłonięta formacja skalna na grzbiecie Żmijowca w Masywie Śnieżnika (Sudety). Na niemieckich mapach oraz wielu polskich określane są jako Skały Nowowiejskie (niem. Neudörfer Felsen).
Skały mają wysokości około 18 m z charakterystycznym murem skalnym o długości blisko 50 m. Nazwano je na cześć Marianny Orańskiej, dawnej właścicielki okolicznych dóbr.

## Szlaki turystyczne
Obok  biegnie szlak turystyczny:
- czerwony Przełęcz Puchaczówka - Hala pod Śnieżnikiem[1]